# 橘春成
橘 春成（たちばな の はるなり）は、平安時代初期から前期にかけての貴族。図書頭・橘枝主の子。官位は従五位上・大膳大夫。

## 経歴
仁明朝の承和13年（846年）従五位下に叙爵し、嘉祥元年（848年）能登守に任ぜられる。
仁寿4年（854年）斎院長官に任ぜられると、天安2年（858年）雅楽頭、天安3年（859年）大判事と文徳朝後半から清和朝前半にかけて京官を歴任した。貞観9年（867年） 正月に従五位上・武蔵守に叙任されて地方官に転じるが、早くも翌月には大膳大夫として京官に復している。

## 官歴
『六国史』による。
- 時期不詳：正六位上
- 承和13年（846年） 正月7日：従五位下
- 嘉祥元年（848年） 8月26日：能登守
- 仁寿4年（854年） 2月16日：斎院長官
- 天安2年（858年） 11月25日：雅楽頭
- 天安3年（859年） 正月13日：兼上総介。2月13日：大判事
- 貞観3年（861年） 正月13日：兼越中権守
- 貞観9年（867年） 正月7日：従五位上。正月12日：武蔵守。2月11日：大膳大夫
- 貞観12年（870年） 12月29日：次侍従

## 系譜
- 父：橘枝主
- 母：不詳
- 妻：不詳
  - 男子：橘秋実
  - 女子：高見王妃[1]